# Francesc Marcet i Artigas
Francesc Marcet i Artigas (Manresa, 1890 - 1974) fou alcalde de Manresa.

## Biografia
Regentava un taller de llauneria a la Plaça de Gispert. Fou soci de l'Esbart Manresà i del Casino de Manresa. Poc temps abans de la República freqüentà la Concentració Republicana i contribuí a la seva victòria l'abril del 1931. Posteriorment ingressà a Esquerra Republicana de Catalunya.
Formà part de la Junta de Govern Republicana Provisional de Manresa, del 14 d'abril de 1931. Com a regidor de l'Ajuntament de Manresa, fou nomenat president de la Comissió de Foment.
Quan Lluís Prunés fou nomenat governador civil de Girona, el desembre de 1932, Francesc Marcet el substituí com a alcalde republicà de Manresa.
Fou empresonat pels Fets del Sis d'octubre de 1934 i, després de les eleccions de febrer de 1936, restituït com a alcalde. L'any abans havia estat víctima d'una agressió per part de 3 individus.
El juliol del 1936, arran del cop militar, a Manresa es constitueix el Comitè Antifeixista Revolucionari que és qui realment exerceix el poder a la ciutat. L'Ajuntament queda pràcticament marginat de la vida política. Aquest període constitueix un enorme calvari per a Francesc Marcet, impotent a l'hora d'evitar els assassinats i els abusos d'aquella primera hora revolucionària. Durant aquell temps es va convertir en un actiu defensor de la conservació de la Seu de Manresa, que era amenaçada d'enderrocament.
Va exercir de jutge fins al final de la Guerra on realitzà una tasca de retorn de béns confiscats i, sobretot, de facilitar avals a persones d'ideologia dretana que estaven amenaçades de mort.
El gener del 1939 es va exiliar a França. Mentre, la seva família era represaliada. La seva mare, Margarida Artigas -que aleshores tenia 73 anys- va ser jutjada a l'actual Institut Lluís de Peguera com a "madre del exalcalde rojo de Manresa" i va haver d'ingressar a la presó de Dones de Barcelona. La filla de Marcet va ser depurada com a funcionària de la Generalitat i el fill va ser amenaçat i agredit per part de falangistes i policies de Manresa. Durant anys, la família fou sotmesa a registres i requises i la seva correspondència fou violada.
Francesc Marcet va poder tornar a Manresa l'any 1948. Durant molt temps es va veure obligat a presentar-se periòdicament a la policia i pràcticament va ser condemnat a l'ostracisme.